# 志井公園站
志井公園站（日语：／ Shiikōen eki */?）是位於福岡縣北九州市小倉南區，屬於九州旅客鐵道（JR九州）的日田彥山線車站。車站編號為JI06。站名採用了位於東北方的「志井公園」來命名。屬於JR特定都區市內制度中的「北九州市內」車站。
本站鄰近北九州單軌鐵路的企救丘站。兩站相距約250米，月台上的看板有寫上「單軌轉乘車站」，但在兩間公司官方網頁上，並沒有標示兩線之間有轉乘安排。

## 概要與背景
由於單軌鐵路的車站首先啟用，後來JR九州打算在此設站時，遭到北九州市的反對，認為JR九州相對較為便宜的車費會將單軌的乘客搶去。甚至曾流傳過北九州市政府將JR九州的車站申請書扣起不予審閱的傳聞。直至市政府的態度軟化後，JR的申請才獲得接納。然而，相比單軌早於2015年時已經可以使用JR九州的IC卡「SUGOCA」，作為JR九州自身路線的日田彥山線至今卻仍然未能開通使用（相比BRT段乘客量比鐵道路段更少，反而卻已推行），當中原因實耐人尋味。

## 車站構造
車站建於路塹中，兩側皆為小山丘，向小倉一方有德力葛原線的高架橋橫過。

### 站房
由木所建成的單層站房建於西側的小山坡上、剛好位於高架橋出入口及私人公寓旁的小路。由於所在地的面積限制，站房亦只設提供基本的功能，左側為男、女共用式洗手間，中央設置了一部簡易式售票機右側為原售票窗口暨站務室，右側為開放式驗票口，因月台位處山坡之下，須透過依靠山邊、設有上蓋的樓梯連接至月台，亦未有設置無障礙通道或升降機。
本站曾經為委托JR九州服務支援負責車站業務的委託站，不過2023年3月時降為全面無人站。縱使同年10月JR九州從JR九州服務支援中取回車站委託權，但亦再沒有為本站重啟職員服務。
車站建立初期，站房對出設有一個小型的站前廣場，並設有一個小迴旋處，但隨旁邊的公寓興建，站前廣場亦因被納入公寓範圍而被撤去。只留下行人道部份、以及原來的投幣式電話亭。另外行人道盡頭設置了單車停泊處。

### 月台

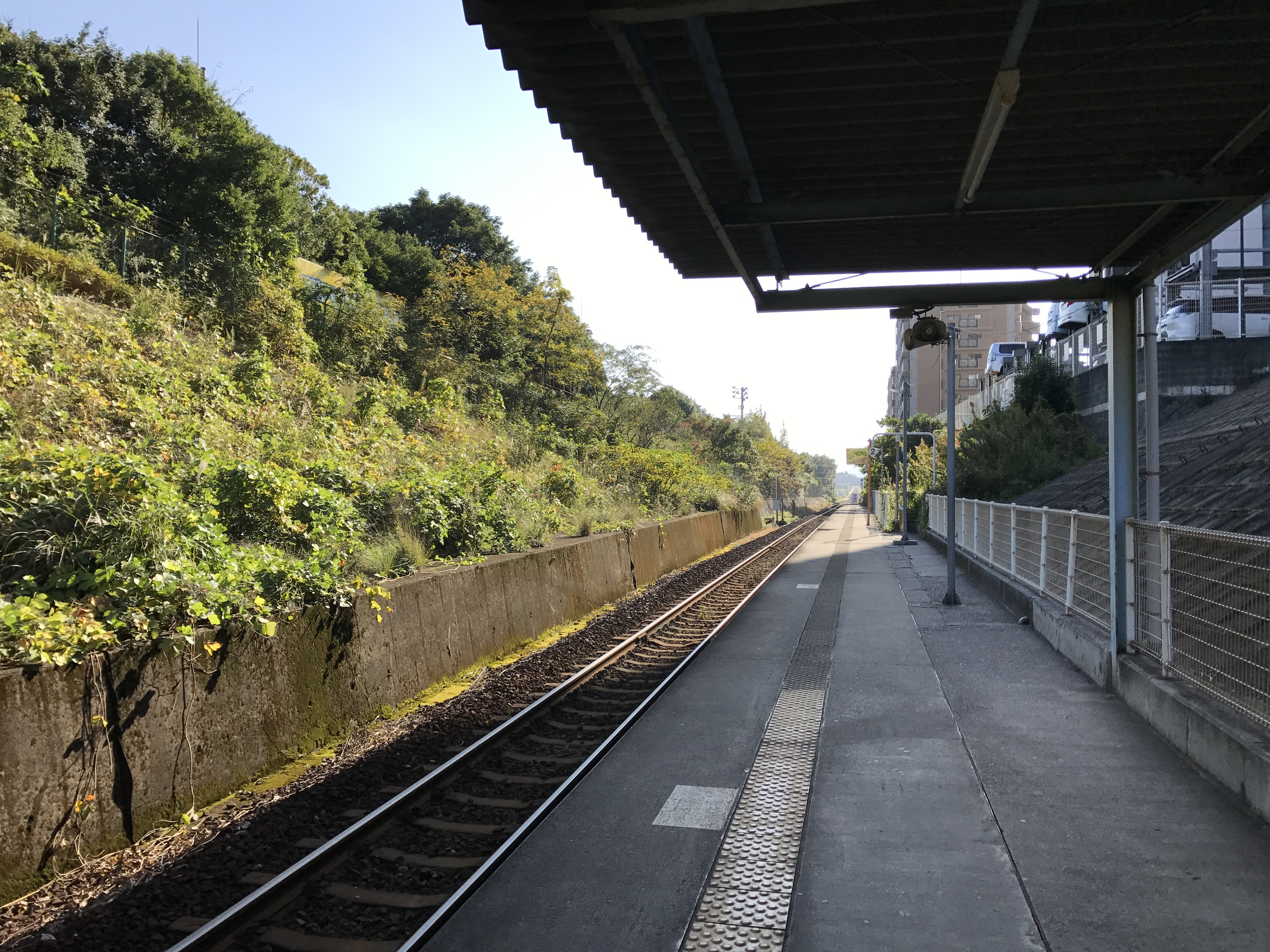
月台（2016年11月）

只設有側式月台一座，長度約為130米，有效長度為6輛。列車不可在此交會。由樓梯口起的約20米月台亦設有上蓋。
列車靠站時，往小倉方向為左側上落，往添田方向為右側上落。
| 路線       | 上下行 | 方向                 |
| ---------- | ------ | -------------------- |
| 日田彥山線 | 下行   | 田川後藤寺、添田方向 |
| 日田彥山線 | 上行   | 經日豐本線往小倉方向 |

## 歷史
- 1989年3月11日：車站啟用[4]。
- 2017年3月4日：上行快速列車在石原町起變為各站停車，並開始停靠此站。
- 2022年3月11日：因精簡人手，取消售票窗口服務[5]。
- 2023年3月18日：終日無人化[6]。

## 使用狀況
以下為近年1日平均乘車人次：
| 年度 | 1日平均 乘車人次 | 出處   |
| ---- | ---------------- | ------ |
| 2000 | 873              | [ 7 ]  |
| 2001 | 772              | [ 7 ]  |
| 2002 | 740              | [ 7 ]  |
| 2003 | 720              | [ 7 ]  |
| 2004 | 739              | [ 7 ]  |
| 2005 | 755              | [ 7 ]  |
| 2006 | 740              | [ 7 ]  |
| 2007 | 751              | [ 7 ]  |
| 2008 | 808              | [ 7 ]  |
| 2009 | 827              | [ 7 ]  |
| 2010 | 832              | [ 7 ]  |
| 2011 | 836              | [ 7 ]  |
| 2012 | 881              | [ 7 ]  |
| 2013 | 884              | [ 7 ]  |
| 2014 | 836              | [ 7 ]  |
| 2015 | 841              | [ 7 ]  |
| 2016 | 854              | [ 7 ]  |
| 2017 | 847              | [ 8 ]  |
| 2018 | 886              | [ 9 ]  |
| 2019 | 860              | [ 10 ] |
| 2020 | 665              | [ 11 ] |
| 2021 | 764              | [ 12 ] |
| 2022 | 784              | [ 13 ] |
| 2023 | 772              | [ 14 ] |

## 相鄰車站
九州旅客鐵道（JR九州）
日田彥山線
■快速（上行1班）、■普通
石田（JI05）－志井公園（JI06）－志井（JI07）

## 注腳
1. 1 2 3  . 週刊JR全駅・全車両基地 (朝日新聞出版). 2012-09-23, (07): 25 （日语）.
2. ↑  然而，2025年4月JR九州上調車費後，採用JR往小倉站的單程車費為340日圓；北九州單軌由企救丘前往小倉則為320日圓；而班次上，單軌大部份時間為每10分鐘一班，明顯比JR一小時只有1至2班有絕對的優勢。
3. ↑  非官方車站介紹顯示已消失的站前廣場及迴旋處。
4. ↑  弓削信夫. . 葦書房（日语：葦書房）. 1993-10-15: 205–206. ISBN 4751205293 （日语）.
5. ↑   (PDF). 九州旅客鉄道株式会社.   [2021-12-23]. （原始内容存档 (PDF)于2022-01-27） （日语）.
6. ↑  . 讀賣新聞. 2023-01-20  [2023-01-21]. （原始内容存档于2024-08-11）.
7. ↑  統計北九州（運輸・通信） JR乗降客人員
8. ↑   (PDF). 九州旅客鉄道.   [2019-03-10]. （原始内容 (PDF)存档于2019-07-06） （日语）.
9. ↑   (PDF). 九州旅客鉄道.   [2018-07-13]. （原始内容存档 (PDF)于2019-12-06） （日语）.
10. ↑   (PDF). 九州旅客鉄道.   [2020-09-05]. （原始内容存档 (PDF)于2020-08-24） （日语）.
11. ↑  駅別乗車人員上位300駅（2020年度） （页面存档备份，存于），JR九州。
12. ↑  駅別乗車人員上位300駅（2021年度） （页面存档备份，存于），JR九州。
13. ↑  駅別乗車人員上位300駅（2022年度） （页面存档备份，存于），JR九州。
14. ↑   (PDF).   [2025-04-24]. （原始内容存档 (PDF)于2024-09-19）.

## 外部連結
- JR九州志井公園站 （页面存档备份，存于）（日語）